# Soerensenella bicornis
Soerensenella bicornis is een hooiwagen uit de familie Triaenonychidae.